# 貴賢神
貴賢神（たかけんしん、1997年5月13日 - ）は、日本の男性総合格闘家。栃木県小山市出身。
本名：上山 賢（かみやま さとし）。千賀ノ浦部屋（入門時は貴乃花部屋）に所属していた元大相撲力士で、力士時代の四股名は貴源治 賢士（たかげんじ さとし）。最高位は西前頭10枚目（2019年7月場所）。
同じ部屋に所属していた元十両の総合格闘家であるスダリオ剛は双子の兄である。

## 来歴
父親が日本人で母親がフィリピン人である。一卵性双生児の弟として栃木県小山市に生まれ、茨城県猿島郡境町で育った。大相撲入門後に公称出身地を茨城県から栃木県へ変更したのは、小山市が父親の出身地であり自らの出生地でもあるという理由だった。母親は実父と離婚後に再婚している。
少年時代より空手やキックボクシングなどに親しんできたが、境町立境第一中学校在学中にはバスケットボールに打ち込み、茨城県選抜の主力選手として全国3位になっている。延岡学園高等学校、土浦日本大学高等学校、福岡第一高等学校など、バスケットボールの強豪高校からスカウトも来たが、両親の勧めもあり、相撲未経験ではあったが中学卒業と同時に大相撲の貴乃花部屋へ入門した。
当時は貴月芳（2014年5月場所限りで引退）と貴斗志（2014年11月場所限りで引退）の兄弟も所属しており、複数の双子が同じ部屋に同時に所属する初の事例となった。
後に本人は入門の動機を「バスケでは金にならない。体を使うことが好きだったので、体を使って親孝行したかった」と語っている。継父が酒乱でバスケットボールの大会前に暴れることがあり、学費がないため高校に行きたくても行ける状況では無かった。また、小学校4年生のときにが継父が相撲を取るように双子兄弟に勧めており、中学3年生の8月に貴乃花部屋に体験入門もしていた。当時貴乃花部屋に関取がいなかったことから、継父に「貴乃花親方を助けてやれ」と後押しされたことも、兄弟揃っての入門に関係している。貴乃花親方からも「相撲は中卒に有利だぞ。俺も中卒で入門した」と口説かれたと伝わる。

### 大相撲入門後

#### 新十両昇進まで
2013年3月場所で初土俵を踏み、この場所に取った前相撲は二番出世だった。入門時から名乗っていた貴源治という四股名の由来は、当時、部屋の大阪場所宿舎を提供していた後援者である龍神総宮社の創設者の名前（辻本源治郎）からである。師匠の貴乃花からは突っ張る相撲を指導されて順調に番付を上がっていった。
三段目3場所目の2014年7月場所では、11日目の6番目で元学生横綱で入門以来負けなしの正代と対戦し、正代にプロ初黒星を付けて周囲を驚かせた。この白星で自身は無傷の6連勝となったが、13日目の7番目で芝に土俵際の巻き替えから寄り切りで敗れて全勝はならなかった。
2015年3月場所では、初土俵から2年の速さで兄と同時に新幕下に昇進したが、これについては「時間がかかりすぎた」と、悔しさを露わにしている。その新幕下の場所は緊張もあって白星が遠く、壁に跳ね返されて3勝4敗と負け越して1場所で三段目へ転落した。
その後はスランプ状態となってしまい、幕下では勝ち越せない時期が1年ほど続いたが、3度目の幕下昇進となった2016年1月場所では6勝1敗の好成績を挙げて幕下の優勝決定戦に進出し、これ以降の貴源治は幕下の地位に定着した。
幕下に定着した貴源治に対し、相撲協会の巡業部長を務めていた師匠の貴乃花は、巡業にて初切を兄の貴公俊と共に務めることを命じた。それまで初切を担当していた篠原（後の天王山）と高三郷の指導を受けて、2016年の夏巡業で初切デビューを果たしている。双子のコンビで務めるのは異例の事であり、初切では一卵性双生児ならではの「顔が似すぎて分からない」などのネタが取り入れられた。番付のほうも上昇し、同年11月場所では初めて、成績次第では関取昇進の可能性が出てくる幕下15枚目以内に入った。東幕下7枚目で迎えたこの場所は14日目の7番目で元関脇の豊ノ島を一方的に押し出す相撲もあり、最終的に5勝2敗の勝ち越しで終わった。
2017年3月場所は、関取目前の西幕下筆頭の地位で迎えた。初日の1番相撲では対戦相手の豊ノ島が休場したことで不戦勝となり、2日目の2番相撲では十両の照強を突き出して、この場所最初の自力勝利。11日目に4勝目を挙げて勝ち越したことで、場所後の番付編成会議にて5月場所での新十両昇進が決定した。10代での関取昇進は、部屋の弟弟子の貴景勝（十両昇進当時の四股名は佐藤）以来であり、栃木県出身の関取は日出ノ国以来14年ぶりの誕生だった。
昇進に際して、18歳までの昇進が目標だったため「遅かった」と不満を口にしたが、一方で「十両は1、2場所で抜けたい」と番付を駆け上がる決意を表明した。初切については新十両決定直後でまだ幕下力士として参加していた春巡業を最後に役目を終えた。

#### 新十両昇進後
7月場所は十両尻の西14枚目で新十両として迎えた。初日の明生戦に勝利して幸先の良いスタートを切ったが、そこから5連敗。12日目に負け越しが決まった残りも全敗するなど4勝11敗に終わり、十両の壁に跳ね返される結果となった。7月場所は西幕下5枚目で迎え、5勝2敗と再十両がうかがえる星を上げたが、十両からの陥落者が少なく再十両とはならなかった。
9月場所は東幕下筆頭の地位で4勝3敗と勝ち越し、11月場所で十両に復帰した。東十両14枚目となったこの場所は、14日目を終わった時点で7勝7敗の成績であり、千秋楽には幕下力士と事実上の入れ替え戦が組まれたが、勝利して8勝7敗となり、関取として初めての勝ち越しを決めた。
その後、2018年の1月場所と3月場所も、千秋楽に8勝目を挙げており、3場所連続で千秋楽に勝ち越しを決める形となっている。9月場所は持ち前のしぶとさが影をひそめる場所であったが、千秋楽に勝ち越しを決めている。
2018年10月1日の理事会で、千賀ノ浦部屋（2020年11月26日に常盤山部屋に改称）への移籍が承認された。
同年12月の貴ノ岩の付き人への暴行事件に対しては師匠の貴乃花が暴力根絶に尽力していただけに「言い訳なし」「これが貴ノ岩関の人生」と失望感を露わにするコメントを残した。
2019年5月場所は自身初の十両での中日勝ち越しを記録。直近6場所の最高成績が8勝であるだけに、この見違えるほどの好調はNHK大相撲中継でも触れられ、21代音羽山から期待を寄せられた。9日目終了時点では兄の貴ノ富士と共に全勝をキープしており、報道でも兄弟による同時各段優勝が期待された。14日目の5月25日、大翔丸を寄り切って13勝1敗として十両優勝を決め、前日に幕下優勝を決めた貴ノ富士と双子同場所優勝となった。この成績によって新入幕が決まり、西前頭10枚目として7月場所を迎えた。栃木県からは戦後4人目となる新入幕で、師匠と臨んだ記者会見では「ビッグマウスと思われるかもしれないけど優勝を狙っていく」と意気込んだが、7月場所は4勝11敗と負け越した。9月場所も負け越し、十両へ陥落した11月場所も5勝10敗で負け越した。
2019年12月23日に、12月11日の佐賀巡業でインフルエンザの診断書を提出したにもかかわらず指示を受けて取組を行っていたことが報道された。相撲協会は対応の非を認めており、八角理事長が師匠の20代千賀ノ浦に謝罪。25日の力士会で、尾車事業部長が毎年冬巡業後に行っていた予防接種を11月場所前に前倒しするなどの改善案を示した（後述）。
2020年に入ってからも負け越しが続き、同年9月場所では関取の地位を失って幕下に陥落したが、3勝3敗の状況から最後の相撲に勝って4勝3敗とし、十両優勝した場所以来7場所ぶりの勝ち越しをして1場所で十両に復帰。復帰2場所目の2021年1月場所では3勝6敗から終盤に立て直して千秋楽に勝ち越し、翌3月場所では突っ張りが冴えて10勝5敗と2桁白星を挙げて番付を上げた。しかし、続く5月場所では12日目以降左膝にテーピングを巻いている姿も見られて3場所ぶりの負け越しに終わった。
現役最後の場所となった2021年7月場所では、今度は右膝にテーピングを巻いており、6勝9敗と2場所連続の負け越しになった。場所後の7月20日に、日本相撲協会は貴源治の大麻使用が判明したことを発表した。これを受けて同月30日、貴源治の処分を決定するための臨時理事会が開かれ、貴源治の解雇処分が決定した。

### 大相撲引退後（総合格闘家に転身）
2021年12月24日に貴賢神に改名し、総合格闘家への転身を表明した。

### RIZIN
2021年12月31日、大晦日に開催されたRIZIN.33のリング上で挨拶し、RIZIN参戦が正式発表された。
2022年4月16日、RIZINデビュー戦及びに総合格闘技デビュー戦となったRIZIN TRIGGER 3rdにて関根“シュレック”秀樹と対戦。2Rにサッカーボールキックを受けてTKO負けを喫した。
同年11月6日、RIZIN LANDMARK 4でGLADIATORヘビー級王者のカルリ・ギブレインと対戦し、タックルした際にハーフガードポジションを奪われ、パウンド連打により1R TKO負けを喫した。
2023年10月1日、RIZIN LANDMARK 6で9戦無敗のGRACHAN無差別級王者、荒東"怪獣キラー"英貴と対戦。1Rにパンチでダウンを奪いレフェリーストップ寸前まで追い込むも1R終了のゴングとなり、2Rにパンチの連打で逆転KO負けとなった。
2024年3月23日、RIZIN LANDMARK 9でコディー・ジェラベックと対戦し、1Rにパンチの連打でTKO勝ち。RIZIN初勝利＆総合格闘技初勝利となった。
2024年12月31日、RIZIN10度目の大晦日記念大会のRIZIN DECADEでRumbleヘビー級王者のエドポロ・キングと対戦し、1RにスタンドパンチによりKO負けを喫した。

#### Sumo + Sushi
元大関小錦(6代)がイベントのホスト役を務め、元力士たちが出演する相撲体験エンターテインメント「Sumo + Sushi」にTAKAGENJIとして出演している。
- 2023年11月17日～19日サンフランシスコ公演、11月24日～26日シアトル公演[56]、12月1日～3日サンタモニカ公演[57]
- 2024年6月21日～23日ニューヨーク公演[58]、6月28〜30日ワシントン公演、7月19日〜21日シカゴ公演[59]

## 人物
- 好きな音楽はヒップホップ。
- 趣味はトレーニング[27]。
- 大相撲の元幕内力士であり、同じ貴乃花部屋に所属していた元十両の貴ノ富士（スダリオ剛）は双子の兄である。
- 2016年の夏巡業から[60]2017年春巡業まで[28]、兄弟で初切を担当していた。貴ノ富士が貴公俊の四股名だった2018年3月場所で新十両に昇進したため、先に関取となっていた自身と合わせて、史上19組目の兄弟関取となった。その中で、双子は初の事例である[61]。

## 力士として・取り口など
兄の貴ノ富士が左四つを得意としていたのに対して、貴源治は突き押し相撲を得意とした。
元々は右でも左でも取れる四つ力士であったが、2015年に三段目と幕下を行ったり来たりしたことから、予てより勧められていた突き押しに転向。以降、成績が伸び、関取昇進に至った。そこに至るまでについて後に貴源治は「稽古場で言われたことが素直に出来なかった。突けと言われても自分で廻しを引いて負けた。自分の情けなさ、ふがいなさ、やりきれない気持ちでいっぱいだった。苦しかった」と振り返っている。
貴源治の突き押しは長身とリーチの長さを活かした突っ張りが中心であり、突き切れない時は頭から当たって崩す。幕下に上がったばかりの頃は白鵬の真似をして前褌を狙う立合いを導入していたが、最初の師匠であった貴乃花から突き押しに徹するように言われてこれは次第に行わなくなった。一方で突き押しを行っている際に腰高になりがちであり、もろ差しのうまい力士には差されてそのまま負けることもあった。
稽古熱心な力士として知られており、2016年10月の秋巡業徳島場所ではぶつかり稽古の最中に右ひざを脱臼したものの、しばらくして脱臼した膝の関節を入れ直してぶつかり稽古をやり遂げたことなどはその好例である。
14代二子山は2017年7月場所前のコラムで「次代を担う期待感があるのが貴源治ぐらいですよね」と期待を寄せており、同年11月場所前には「突っ張ることを忘れて差しに行っている」と指摘している。
2019年5月場所のNHK大相撲中継では解説の21代音羽山が「幕内で取ってもおかしくない体」と稽古で鍛えた体について評した。
自身の張り手により対戦相手が脳震盪を起こしたことが数回あり、2021年1月場所13日目に対戦した美ノ海は翌日から休場、同年7月場所5日目の炎鵬戦は物言いの結果同体取り直しになったが、炎鵬が脳震盪を起こして相撲を取れないとして勝負審判が炎鵬の不戦敗とする対応を取った。
一部報道は、兄の貴ノ富士が角界を去ってから投げやりになり、全体的に相撲が雑になり押されると簡単に土俵を割るようになっていたと伝えている。

## エピソード
- かつて所属した貴乃花部屋の方針を守り、よほどのことがない限りテーピングやサポーターはつけずに土俵に上がっていた[67]。
- 新十両昇進を決めた際、関取になって初めて給料を手にするだけに、貴乃花からは財布をプレゼントされた[67]。
- 野州相撲甚句会は2017年7月4日、小山市役所で郷土の貴源治、貴公俊を激励する相撲甚句を披露した[68]。
- 2018年6月、交際相手以外の女性との密会を報じられた。貴乃花部屋からは「日頃からプライベートなことは常識的に判断するよう指導しておりますが、今回のことに関しましては、本人は20歳を過ぎておりますので、大人として責任を認識しながら行動するよう指導いたしました」と女性自身にコメントが送られてきたという[69]。
- 「初切を担当した者は大成しない」というジンクスがあるが、共に初切を務めていた貴ノ富士と兄弟揃って関取への昇進を果たしたのでこのジンクスが払拭されたものの、別々の経緯ながら個々人がそれぞれ不祥事を起こして角界を去っている（貴源治は解雇処分、貴ノ富士は引退処分）。遵って、いずれも志半ばで辞めたため、関取昇進後にジンクスが発動された形となっている。
- 引退後の2021年11月27日に貴闘力のYouTube公式チャンネルで語られたところによると、貴乃花部屋時代は1人あたり3日で250円のちゃんこ代しか女将から渡されなかったといい、業務スーパーで大量のもやしを購入して腹を満たしたことを貴源治本人は明かしている。また、貴乃花は1度怒るとと3ヶ月、半年と自分が怒った相手と口を聞かないことが当たり前であったといい、この動画に同席していた貴闘力は8年ほど口を聞いてくれなかった貴乃花にある日久しぶりに会話した時に「ごめん」の一言で済まされたことを話している[70]。本人は「金目当て」「悪口」という相撲ファンからの批判に対して、11月29日Instagramのストーリーズに「悪口でもなく思い出」「金の為ではない、あった事を話しただけ」と反論を掲載し、証言は貴闘力のチャンネルからの収益を一切受け取らない形で行ったものであることを明かした[71]。一方、2016年3月には貴乃花部屋のちゃんこを紹介する記事が一部報道によって掲載されている[72]が、それは当時からちゃんこ代がまともに支給されていない状況であったなら予算的に考えづらいメニューとなっている。
- 2022年1月25日、違法賭博に関わった英乃海と紫雷に対する相撲協会コンプライアンス委員会の処分案についての報道を引用してInstagramのストーリーズを更新。英乃海が一場所出場停止・紫雷に出場停止無しの処分案について「俺と何が違うの？　協会が法律なんか？」「解雇になった人間殆ど貴乃花親方の味方だった人達。今の上の奴らの一門や部屋の奴らは法律犯しても解雇にならないんやなｗ　俺の時コンプラ委員会の奴らが法律に触れてるからとか言ってたけど今回のは触れてなかったのかな～　流石です　相撲協会（原文ママ）」と自らが解雇した協会への不満を述べた[73]。なお、相撲協会は大相撲力士大麻問題後の2009年2月に薬物禁止規定を設けており、貴源治の解雇はその規定違反によるものである[74]。

## 不祥事

### 新弟子に対する理不尽な行為
2019年9月場所4日目の9月11日、日本相撲協会のコンプライアンス委員会（青沼隆之委員長＝元名古屋高検検事長）が兄の貴ノ富士の暴行問題について貴源治に聞き取り調査を行った。同月19日には師匠の20代千賀ノ浦とともに同委員会の会合に呼び出され、貴ノ富士が自らの暴行について弁明するところに同席している。
同月26日に相撲協会が発表した文書によると、貴源治は5月～7月までの間、新弟子4人が言いつけられた仕事を忘れたり、あいさつの仕方が悪かったりしたことに対し「腕立て伏せ、罰金、外出禁止のどれかを選べ」などと命じ、罰を与えていた。新弟子の誰かが失敗すると連帯責任として、4人全員に罰を与えていたという。7月場所中には他の力士がいる前で1人に片腕を頭上に挙げる格好をさせて「自分は頭が悪いです」と言うよう命じ、その様子をスマートフォンで録画する動作もしたという。また8月31日には新弟子が言いつけに従って鉄砲柱や壁の掃除をしていたにもかかわらずしていないと決めつけ、4人全員の連帯責任として腕立て伏せ50回を2セット行うように命じ、同部屋所属の別の力士に様子を録画して自身のスマートフォンに送信するように命じている。この行為に対し、コンプライアンス委員会は「貴源治の行為は、失敗した当事者か否かにかかわらず、連帯責任として新弟子4人に腕立て伏せを命じた理不尽なものであり、指導の範囲を逸脱している」「新弟子の1人に『自分は頭が悪いんです』と言わせた行為も悪質である」との見解を示した。しかし、貴源治は暴力を加えておらず、過去に懲戒・指導歴も無く、事実を認めて反省し二度と行わない事を誓約しているため、処分はけん責に留まった。
同月28日に両国国技館で行われた22代佐ノ山の襲名披露大相撲でマスコミの取材に応じ、自らが処分を受けたことについて「申し訳ない気持ち。しっかりと受け止める。来場所からはゼロではなく、マイナスからスタートする」と反省の弁を述べた。協会の処分を不服として27日に貴ノ富士が行った記者会見については、20代千賀ノ浦の反対を押し切ったことが明かされたという。「会見を開くと報道で知り『やめた方がいい』と言いました。それから連絡が取れなくなりました」「兄貴もうすうす戻れないと思っているのでは」と話している。兄の二度目の暴力についても謝罪し、差別的な発言があったことも認めた。
10月11日に貴ノ富士は代理人弁護士を通じて相撲協会に引退を届け出た。それに伴い、貴源治との双子後援会は貴源治後援会と改称して再スタートすることが同月17日に発表された。また11月10日、貴源治は後援会代表発起人を通じて「移籍してこの1年色んなことがあり、応援してくださるファンの皆様にご迷惑をお掛けしました。これから応援してくださるファンの皆様に恩返しできる様これからも相撲道に精進していきます。これからもどうぞよろしくお願い申し上げます」とのコメントを発表した。
後の自身の大麻使用問題の際に一部報道によって「いまは何かあったらすぐにパワハラとか言われる時代ですよね。自分らはもうパワハラ上等ですから。厳しい世界って、独特ですから。それがないと、下の子たちも強くならないし」と相撲部屋の生活について本人がかつて豪語していたと伝えられた。

### 2021年名古屋場所中の大麻使用

#### 発覚と処分の経緯
日本相撲協会は、2021年7月20日に貴源治の大麻使用が判明したことを発表した。
発表によると、同月17日（7月場所14日目）に協会事務所に「貴源治が大麻を使用しているのではないか」という噂話が力士たちの間で流れているという情報が入ったため、同日20時頃に師匠の17代常盤山と協会職員が「そのことを知っているかもしれない」と噂話のなかで名指しされていた力士たち2人に聴取したところ、2人のうちの1人が「かなり前に『貴源治が大麻をやっている』と力士が話しているのを聞いたことがある」と話したという。
同月18日（7月場所千秋楽）に尾車コンプライアンス部長と本人が面談、本人は痛み止めのCBDオイルやあがり症を抑えるグミの中に大麻成分が入っていると説明して大麻の使用を否定したという。しかし、翌19日に本人同意の上でコンプライアンス委員会の弁護士立ち合いのもと、医療機関で尿検査を行ったところ陽性反応であった。この結果を受けて、コンプライアンス委員長(青沼孝之弁護士)が聴取したところ、同月18日に宿舎近くの道路で大麻たばこ1本を吸ったことを認めた。このため、協会は内部規定に従って警察に通報。貴源治は警視庁において事情聴取終了後に帰宅が許可され、師匠の指示で謹慎している。協会は警察の調査に協力するとともに、コンプライアンス委員会に事実関係の調査と貴源治に対する処分意見の答申を依属し、理事会で処分を決定するとした。
事態を受けて芝田山広報部長は「残念極まりない」「通報というよりは、そんなうわさがあるよと。うわさレベルだったので、そんなことはないと信じたかった」とコメントした。
同月30日、貴源治の処分を決定するための臨時理事会が開かれた。
貴源治は尿検査で大麻の反応が出た後のコンプライアンス委員会の聴取で、これまで8回ほど大麻を使用したと話したという。同委員会は「厳しくみずからを律することが求められていたにもかかわらず、処分から2年もたたないうちに今度は違法薬物の使用に及んだ。さらに事情聴取に対しうそを言って使用を否認した態度も許しがたい」と指摘、協会の薬物禁止規定にしたがい賞罰規定で最も厳しい解雇処分が相当と答申した。反省・悔悟の様子は認めつつも、処分軽減の特別な事情はないとしている。
師匠の17代常盤山については、貴源治の大麻使用の噂の情報提供が他の部屋からであったこと、また2019年に貴源治がけん責処分を受けたその後について、「貴源治が自力で更生すると軽信して、同人に何ら特別な指導監督を行わないまま、結果的に、貴源治が大麻の使用を繰り返していることに全く気づいていなかったのであるから、その指導監督の態度に重大な不足があったことは明らか」と断じ、委員から年寄への2階級降格処分が相当と答申している。これを受けて、理事会は答申通りの処分を決定し、本人に通知した。
電話取材に応じた芝田山広報部長は、処分を言い渡した際に貴源治は「相撲協会、コンプライアンス委員会、皆さま方に大変ご迷惑をおかけして申し訳ございません」と謝罪したことを明かした。協会は、全協会員に対して薬物使用の禁止を厳しく通知し、協会員への薬物研修及び薬物検査の実施を検討するとした。
同年9月21日、相撲協会は10月16日に全協会員を対象とした新型コロナウイルス感染対策・薬物に関する研修会を開催することを発表した。薬物に関する研修は貴源治の件を受けてのもので、SNS使用についても説明を行う。貴源治が大麻をTwitterを通じて入手したという件のほかに、同年9月7日に8月に引退した元力士が強制わいせつと児童買春・ポルノ禁止法違反（製造）の疑いで逮捕された件があったためであるという。

#### 刑事処分
9月7日、警視庁は元貴源治を大麻取締法違反容疑で東京地方検察庁に書類送検したことが報道された。送検は9月3日付、7月20日に東京・板橋区の自宅マンションで、乾燥大麻およそ0.184グラムを所持した疑いである。元貴源治の大麻使用を把握した相撲協会から連絡を受けた警視庁が室内を捜索したところ、吸引用の水パイプの受け皿から大麻が発見された。警視庁の調べに対し、元貴源治は「大麻は、6月中旬ごろ、ツイッターでを通じて売人から買った（原文ママ）」｢名古屋場所にも持って行き、3～4本ジョイント（紙巻き）で吸った｣「人間関係や緊張から生じるストレスで眠れないことがあった。場所前や場所中にもそうした症状があった。それを和らげるために大麻を使っていた」｢吸引用の水パイプは2月ごろ知人にもらった｣などと供述しているという。常習性が疑われるが、発見された大麻が微量であることから不起訴の見通しであると伝えられている。
10月12日、東京地検は元貴源治を不起訴処分としたことを発表した。起訴猶予とみられると報じられている。

#### 問題への反響
- 出身地の栃木県小山市が事務局となっている「小山市出身の力士を応援する会」は浅野正富市長が会長となっており、「活躍を期待していただけに、非常に残念です」とのコメントを発表した。小山市相撲連盟の加藤雅嗣会長は「兄の件があってから距離を置いていた。もうずいぶん話していない」と明かし、「もし事実なら、子どもたちに示しがつかない。これからというときに、どうしようもない」と落胆の言葉を述べた[108]。
- 脳科学者の茂木健一郎は、Twitterで「貴源治関、めぐまれた資質のあるお相撲さんなのに、ほんとうにもったいない」とその才能を惜しんでいる[109][110]。
- 兄で総合格闘家のスダリオ剛（元貴ノ富士）は、RIZINを通じて「自分も報道で初めて知りました。これが事実であるならば残念ですが、罪を償って更生してもらいたいです」とコメントした[111]。
- SNS上では、相撲ファンから「貴源治、なんでだよ」「恩を仇で返してどうする」との嘆きの声があがった。2021年1月場所14日目の美ノ海戦と7月場所2日目の炎鵬戦で、貴源治の張り手により対戦力士が脳震盪を起こしたことから、「さすがにやり過ぎでは」と批判するコメントも見られた[112][113][114]。
- 7月20日、一部マスコミの取材で2020年末から貴源治が都内のスナックに10回以上出入りするのを目撃されていたことが分かった。元力士がオーナーで、コロナ禍で休業する店が多い中で営業が続いていた店であるが、他の利用客からも「（不要不急の外出は）大丈夫?」と声をかけられていた。「飲めるところがここしかない」と悪びれる様子もなかったが、酒癖が悪かったため店から出入り禁止を通達されていたという[115]。
- 元幕内の大岩戸は7月21日にブログを更新し、7月場所2日目の炎鵬戦で「貴源治は出世は無理だな」という結論に達したと綴っている。自身が現役時代に見た貴源治の姿や新入幕のときの相撲などで、一つ一つ断片的に見えてきたことが線になったという。体格は申し分ないが心が雑であり、ゆえに技も雑になってしまう、性格の不安定さが顕著に出る力士であると感じていたことを明かした。貴源治は違う部屋の力士に絶対挨拶をしなかったが、そのような態度が交友関係の乱れを生じさせ、大麻を薦められたのではないかと推測している[116]。
- 元関脇の貴闘力（16代大嶽）は、8月31日にYoutubeにアップロードした動画中で退職金なしの解雇であったと明かし、相撲協会が貴乃花の弟子を狙ったのではないかと憶測していた[117]。しかし、相撲協会は2009年2月に薬物使用禁止規定を定めると同時に、解雇された協会員には退職金を支給しないか減額するとの規定を寄付行為に設けていた[74]。また、9月7日に元貴源治の書類送検と実際に大麻所持をしていたことが併せて報道された。同月10日、元貴源治は貴闘力のYoutubeチャンネルに出演、不起訴になったことを明かし、貴闘力に促され「謝って許されることではないことはすごく承知しているのですが、これからはまだ何をやるかは決まっていないのですが、応援してくださった方々のために自分に何ができるか今後しっかりと考えて、もっと自覚を持って生きていきたいと思っております」と謝罪した[118]。元貴源治の今後のため、断髪式は貴闘力が手配する意向であるという[119]。

## インフルエンザ感染で佐賀巡業出場
2019年12月23日、冬巡業中の12月11日に佐賀県佐賀市で行われた巡業先の病院で診察を受け、「インフルエンザA型」「少なくとも5日間または解熱後2日間は自宅安静を要する」とする診断書を提出し協会関係者に報告したにもかかわらず指示を受け取組を行っていたことが報じられた。師匠の20代千賀ノ浦は巡業に同行しておらず、所属する二所ノ関一門からは審判部の14代片男波が同行していた。取材に対して、14代片男波は病名を知っていたが「私の意見ではない。私の個人的意見では何も決められない」と話しており、『巡業の運営を行う巡業部の指示である可能性が極めて高い』と報じられた。
同日、都内で行われた理事会と年寄総会後に芝田山広報部長が取材に応じ、「病院に行って巡業場所に帰ってきたのが取組の寸前だったが、対策が取れなかったのは落ち度だ。貴源治に相撲を取らせて、大変申し訳なかった」と誤りを認め、「春日野（巡業）部長は23日の理事会で、11日は十両力士の巡業最終日で、報告を受けてから取組まで十分な時間がなく、取組を変更するなどの対応ができなかったと説明した」と話した。今後は力士や関係者がインフルエンザと診断された場合はすぐに隔離して休ませると理事会で決め、年寄総会でも確認をしたという。
八角理事長は春日野巡業部長から報告を受けて師匠の20代千賀ノ浦に謝罪し、それが20代千賀ノ浦から貴源治に伝えられるという。20代千賀ノ浦は23日の朝稽古後「（貴源治が東京に）帰ってきた時はしんどそうだった。みんなにうつったら困る」と語り、貴源治は「何も話すことはできません」と述べた。
この冬巡業ではインフルエンザが流行して、発症した力士や親方・裏方などが途中離脱をしていた。インフルエンザの感染拡大を助長する対応について親方衆の危機管理意識の欠如、そして高齢者や児童も多い観客への感染の危険が考慮されていなかった点も指摘されている。この件を受け、25日に行われた力士会に出席した尾車事業部長は関取衆の前で「今は冬巡業から東京に戻って来てからだが、福岡で場所前とかに予防接種を受けられるようにしたい」と改善案を示した。力士会会長の鶴竜は「尾車親方から先に説明があった。我々もできればそうして欲しいと思う」と賛同。力士会からは他に、地方場所において専門的な病院を紹介して欲しいという要望なども挙がったという。
貴源治は26日に取材に応じ、八角理事長と春日野巡業部長から謝罪があったと師匠の20代千賀ノ浦から伝えられたことを明かした。「もう自分の中では終わったことですから、来場所に向けてしっかり稽古を積んでいきたい」と話している。

## 主な成績

### 通算成績
- 通算成績：271勝248敗（50場所）
- 幕内成績：8勝22敗（2場所）
- 十両成績：149勝151敗（20場所）

### 各段優勝
- 十両優勝：1回（2019年5月場所）

### 場所別成績
| | 一月場所 初場所（東京） | 三月場所 春場所（大阪） | 五月場所 夏場所（東京） | 七月場所 名古屋場所（愛知） | 九月場所 秋場所（東京） | 十一月場所 九州場所（福岡） |
| --- | ----------------------- | ----------------------- | ----------------------- | --------------------------- | ----------------------- | --------------------------- |
| 2013年 （平成25年） | x                       | （前相撲）              | 西序ノ口14枚目 6–1      | 西序二段29枚目 2–5          | 東序二段64枚目 4–3      | 東序二段41枚目 4–3          |
| 2014年 （平成26年） | 東序二段19枚目 5–2      | 東三段目83枚目 4–3      | 西三段目65枚目 3–4      | 西三段目78枚目 6–1          | 東三段目21枚目 4–3      | 東三段目10枚目 3–4          |
| 2015年 （平成27年） | 西三段目23枚目 5–2      | 西幕下58枚目 3–4        | 西三段目11枚目 6–1      | 西幕下35枚目 2–5            | 西幕下50枚目 2–5        | 西三段目11枚目 4–3          |
| 2016年 （平成28年） | 西幕下60枚目 6–1        | 西幕下28枚目 3–4        | 西幕下36枚目 5–2        | 西幕下25枚目 4–3            | 東幕下20枚目 6–1        | 東幕下7枚目 5–2             |
| 2017年 （平成29年） | 西幕下4枚目 5–2         | 西幕下筆頭 4–3          | 西十両14枚目 4–11       | 西幕下5枚目 5–2             | 東幕下筆頭 4–3          | 東十両14枚目 8–7            |
| 2018年 （平成30年） | 西十両11枚目 8–7        | 東十両10枚目 8–7        | 西十両8枚目 10–5        | 西十両2枚目 6–9             | 西十両5枚目 8–7         | 東十両4枚目 8–7             |
| 2019年 （平成31年 /令和元年） | 東十両2枚目 6–9         | 東十両4枚目 8–7         | 東十両2枚目 優勝 13–2   | 西前頭10枚目 4–11           | 東前頭17枚目 4–11       | 東十両6枚目 5–10            |
| 2020年 （令和2年） | 西十両10枚目 7–8        | 西十両10枚目 6–9        | 感染症拡大 により中止   | 東十両13枚目 6–9            | 東幕下筆頭 4–3          | 東十両12枚目 7–8            |
| 2021年 （令和3年） | 西十両12枚目 8–7        | 東十両10枚目 10–5       | 西十両5枚目 7–8         | 東十両6枚目 6–9             | 解雇 –                  | x                           |
| 各欄の数字は、「勝ち-負け-休場」を示す。 優勝 引退 休場 十両 幕下 三賞：敢=敢闘賞、殊=殊勲賞、技=技能賞 その他：★=金星 番付階級：幕内 - 十両 - 幕下 - 三段目 - 序二段 - 序ノ口 幕内序列：横綱 - 大関 - 関脇 - 小結 - 前頭（「#数字」は各位内の序列） |                         |                         |                         |                             |                         |                             |

### 幕内対戦成績
| 力士名   | 勝数 | 負数 | 力士名 | 勝数 | 負数 | 力士名 | 勝数 | 負数 | 力士名   | 勝数 | 負数 |
| -------- | ---- | ---- | ------ | ---- | ---- | ------ | ---- | ---- | -------- | ---- | ---- |
| 東龍     | 1    | 0    | 石浦   | 0    | 1    | 炎鵬   | 0    | 1    | 阿武咲   | 0    | 1    |
| 隠岐の海 | 0    | 1    | 輝     | 1    | 0    | 琴恵光 | 1    | 0    | 佐田の海 | 0    | 2    |
| 志摩ノ海 | 0    | 1    | 正代   | 0    | 1    | 松鳳山 | 0    | 2    | 大翔鵬   | 1    | 1    |
| 千代丸   | 0    | 1    | 剣翔   | 1    | 0    | 照強   | 1    | 0    | 栃煌山   | 0    | 2    |
| 友風     | 0    | 1    | 豊ノ島 | 1    | 1    | 錦木   | 1    | 1    | 矢後     | 0    | 1    |
| 豊山     | 0    | 1    |        |      |      |        |      |      |          |      |      |

## 改名歴
- 貴源治 賢（たかげんじ さとし）2013年3月場所 - 2020年9月場所
- 貴源治 賢士（- さとし）2020年11月場所[134] - 2021年7月場所

## 戦績

### 総合格闘技
| 総合格闘技 戦績 | 総合格闘技 戦績 | 総合格闘技 戦績 | 総合格闘技 戦績 | 総合格闘技 戦績 | 総合格闘技 戦績 | 総合格闘技 戦績 |
| --------------- | --------------- | --------------- | --------------- | --------------- | --------------- | --------------- |
| 6 試合          | (T)KO           | 一本            | 判定            | その他          | 引き分け        | 無効試合        |
| 2 勝            | 2               | 0               | 0               | 0               | 0               | 0               |
| 4 敗            | 4               | 0               | 0               | 0               | 0               | 0               |

| 勝敗 | 対戦相手                 | 試合結果                            | 大会名                   | 開催年月日     |
| ○    | 稲田将                   | 2R 2:28 TKO（グラウンドでの肘打ち） | 超RIZIN.4 真夏の喧嘩祭り | 2025年7月27日  |
| ×    | エドポロキング           | 1R 3:22 TKO（スタンドパンチ連打）   | RIZIN.49                 | 2024年12月31日 |
| ○    | コーディー・ジェラベック | 1R 2:58 TKO（スタンドパンチ連打）   | RIZIN LANDMARK 9         | 2024年3月23日  |
| ×    | 荒東"怪獣キラー"英貴     | 2R 4:49 TKO（スタンドパンチ連打）   | RIZIN LANDMARK 6         | 2023年10月1日  |
| ×    | カルリ・ギブレイン       | 1R 4:35 TKO（グラウンドパンチ）     | RIZIN LANDMARK 4         | 2022年11月6日  |
| ×    | 関根“シュレック”秀樹     | 2R 3:49 TKO（サッカーボールキック） | RIZIN TRIGGER 3rd        | 2022年4月16日  |

### 異種格闘技
| 勝敗 | 対戦相手             | 試合結果                    | 大会名                           | 開催年月日     |
| ○    | ジミー・アンブリッツ | 1R 0:44 一本勝ち（転落3回） | INOKI BOM-BA-YE × 巌流島 in 両国 | 2022年12月28日 |